# 1998 في تونس
فيما يلي قوائم الأحداث التي وقعت خلال عام 1998 في تونس.

## سياسة

### تعيين في المنصب
- 18 ديسمبر – كمال الدين جعيط مفتي الجمهورية.

## أفلام
من الأفلام التي صدرت هذه السنة في تونس:
- 1 يناير – غدوة نحرق من إخراج محمد بن إسماعيل.

## وفيات

### يناير
- 9 يناير – الهادي المقراني (مواليد 1924) مغني تونسي.

### فبراير
- 27 فبراير – محمد التريكي (مواليد 1899)

### أبريل
- 13 أبريل – الباهي الأدغم (مواليد 1913) سياسي تونسي.

### أغسطس
- 20 أغسطس – هايدي تمزالي (مواليد 1906) ممثلة تونسية.

### نوفمبر
- 4 نوفمبر – الصادق بوصفارة (مواليد 1906) طبيب تونسي.